# Ester Hernàndez
Pour les articles homonymes, voir Hernández.
Ester Hernàndez i Casahuga, née le 19 février 1978 à Súria, est une coureuse de fond espagnole spécialisée en skyrunning. Elle a remporté la médaille d'or de la SkyRace aux SkyGames 2006 et est double championne d'Espagne de course en montagne FEDME.

## Biographie

### Carrière en skyrunning
Ester fait ses débuts en compétition en 2001 avec son compagnon qui s'entraîne pour l'Ironman Autriche et participe au triathlon de Carcassonne.
Elle se spécialise ensuite en skyrunning et décroche ses premiers succès en 2003. Le 10 mai, elle s'impose sur le Penyagolosa Trails MIM et remporte son premier titre de championne d'Espagne de course en montagne. Le 6 juillet, elle prend les commandes de la course de Zegama-Aizkorri. Suivie dans un premier temps par Yolanda Santiuste, elle hausse le rythme et largue cette dernière pour s'imposer aisément avec plus de vingt minutes d'avance sur Isa Casado.
Elle connaît une solide saison en Skyrunner World Series 2004. Elle décroche notamment deux podiums à Zegama-Aizkorri et au SkyMarathon Sentiero 4 Luglio. Elle termine ainsi à la troisième place du classement général derrière Anna Serra et Emanuela Brizio.
En 2005, elle se réessaye à nouveau au triathlon mais sur une distance Ironman à Nice. Elle y termine douzième en 11 h 31 min 10 s.
Le 11 juin 2006, elle prend à nouveau le départ des championnats d'Espagne de course en montagne FEDME. Désireuse d'obtenir un bon résultat, elle impose un rythme soutenu et franchit la ligne d'arrivée avec près d'une demi-heure d'avance sur Rosa Guillamón pour décrocher son deuxième titre. Le 3 septembre, elle prend le départ de la SkyRace Andorra qui compte comme épreuve SkyRace des SkyGames. D'abord menée par la favorite Corinne Favre, Ester parvient à réduire l'écart dans la montée. Elle profite d'une erreur de cette dernière pour la doubler dans la descente. S'échangeant ensuite la tête de course à plusieurs reprises, Corinne craque permettant à l'Espagnole de décrocher la médaille d'or.
Elle met sa carrière sportive entre parenthèses pour donner naissance à ses deux enfants en 2007 et 2009.
Elle reprend la compétition et se spécialise en cross duathlon et triathlon.
Le 1er juillet 2012, elle prend le départ de l'épreuve de SkyBike à Laspaúles lors des SkyGames. Courant sous les couleurs catalanes, elle parvient à prendre le meilleur sur ses rivales pour terminer l'épreuve en deuxième place derrière sa compatriote Núria Picas qui court dans l'équipe espagnole et qui domine l'épreuve. Néanmoins, dans un premier temps, Ester n'apparaît pas dans le classement car l'équipe catalane n'est pas considérée comme une équipe nationale. Après protestation de cette dernière, la Fédération internationale de skyrunning corrige le classement sans toutefois décerner officiellement la médaille d'argent à Ester.
En 2015, elle participe à la première édition de la Pierra Menta été avec Ragna Debats. Au coude-à-coude avec le duo français Célia Chiron et Corail Bugnard, l'Espagnole et la Néerlandaise s'imposent à la fin. Elles défendent avec succès leur titre en dominant l'édition 2016.

### Cinq années de triathlons
Entre 2012 et 2016, Ester Hernàndez participe en parallèle à plusieurs triathlons longue distance et s'illustre lors de l'Embrunman 2014. Quatrième derrière la Française Anne Basso après la première transition, elle fait la différence dans le marathon pour la doubler et s'offrir la troisième marche du podium. La même année, elle finit vice-championne d'Espagne de cross triathlon à Calella en Catalogne. En 2015, elle prend la quatrième place du Triathlon Alpe d'Huez longue distance où elle réussit à passer la ligne d'arrivée devant l'australienne Carrie Lester double vainqueur de l'Embrunman.

## Palmarès en skyrunning
| no   | féminin            | Course                                             | Longueur | Départ           | Temps           |
| ---- | ------------------ | -------------------------------------------------- | -------- | ---------------- | --------------- |
| 22e  | Médaille d'or      | Penyagolosa Trails MIM                             | 63 km    | 10 mai 2003      | 6 h 57 min 39 s |
| 58e  | Médaille d'or      | Zegama-Aizkorri                                    | 42,2 km  | 6 juillet 2003   | 5 h 8 min 52 s  |
| 39e  | Médaille d'argent  | Trophée Kima                                       | 48 km    | 24 août 2003     | 8 h 19 min 4 s  |
| 101e | Médaille d'argent  | Zegama-Aizkorri                                    | 42,2 km  | 23 mai 2004      | 5 h 29 min 18 s |
|      | Médaille d'argent  | SkyMarathon Sentiero 4 Luglio                      | 42 km    | 4 juillet 2004   | 5 h 49 min 51 s |
| 71e  | Médaille d'argent  | Zegama-Aizkorri                                    | 42,2 km  | 29 mai 2005      | 5 h 6 min 25 s  |
| 68e  | Médaille de bronze | 6000D                                              | 55 km    | 31 juillet 2005  | 5 h 34 min 5 s  |
| 37e  | Médaille de bronze | Zegama-Aizkorri                                    | 42,2 km  | 28 mai 2006      | 4 h 55 min 2 s  |
| 24e  | Médaille d'or      | Championnats d'Espagne de course en montagne FEDME | 42 km    | 11 juin 2006     | 5 h 34 min 1 s  |
|      | Médaille d'or      | SkyGames - SkyRace                                 | 34 km    | 3 septembre 2006 | 5 h 2 min 2 s   |
|      | Médaille d'or      | Marathon du Montcalm                               | 42 km    | 23 août 2008     | 5 h 25 min 32 s |

## Palmarès en duathlon et triathlon
Le tableau présente les résultats les plus significatifs (podium) obtenus sur le circuit national et international de duathlon et cross triathlon depuis 2012.
| Année | Compétition                              | Pays    | Position           | Temps            |
| ----- | ---------------------------------------- | ------- | ------------------ | ---------------- |
| 2014  | Embrunman                                | France  | Médaille de bronze | 11 h 53 min 43 s |
| 2014  | Championnat d'Espagne de cross triathlon | Espagne | Médaille d'argent  | Timing           |
| 2013  | Xterra Espagne - Berga                   | Espagne | Médaille de bronze | 3 h 22 min 40 s  |
| 2012  | SkyGames - SkyBike                       | Espagne | Médaille d'argent  | 2 h 45 min 2 s   |